# نوي هرنانديز غونزاليس
نوي هرنانديز غونزاليس (بالإسبانية: Noé Hernández González)‏ هو سياسي مكسيكي، ولد في 31 مايو 1965 في ميناتيتلان في المكسيك. حزبياً، نشط في الحزب الثوري المؤسساتي. وقد انتخب عضو مجلس النواب المكسيك.